# 大泉康
大泉 康（おおいずみ やすし）は、日本の薬剤師、薬学者。学位は薬学博士（東北大学・1972年）。東北大学名誉教授。
東北大学薬学部講師、株式会社三菱化成生命科学研究所筋細胞生理学研究室室長、東北大学薬学部教授、東北大学大学院薬学研究科教授、横浜薬科大学薬学部教授などを歴任した。

## 来歴

### 学生時代
東北大学大学の薬学部にて薬学を学び、1967年に卒業し薬学士となる。卒業後は東北大学の大学院に進み、薬学研究科にて研究を続けた。1972年、博士課程を修了し薬学博士となる。学位論文の題は 「昆虫脱皮ホルモンの吸収、分布、代謝および排泄に関する研究」。

### 駆け出しの研究者時代
大学院修了後の1973年、母校である東北大学に採用され、薬学部の助手として勤務した。アメリカ合衆国に渡り、1977年よりカリフォルニア大学サンフランシスコ校の医学部に勤務し、ポストドクトラルフェロー（いわゆるポスドクの研究員）となった。

### 三菱化成での研究者時代
日本に帰国後は、東北大学に戻り、1978年に薬学部の講師となった。しかし、同年、三菱化成工業に転じた。同社の生命科学研究所にて副主任研究員に就いた。その後、1980年には、三菱化成工業の生命科学研究所にて主任研究員となった。1988年には、同社の生命科学研究所に置かれた筋細胞生理学研究室にて室長に就任した。なお、同年、三菱化成工業は三菱化成に社名を変更している。のちに三菱化成は三菱化学となり、それにともない、研究所の名称も三菱化学生命科学研究所となっている。

### 大学での研究者時代
その後、東北大学に戻ることになり、1990年に薬学部の教授に就任した。1999年より、同大学の大学院薬学研究科の教授となる。2006年、横浜薬科大学に転じ、薬学部の教授に就任した。また、東北大学より名誉教授の称号を受けるとともに、同大学の大学院工学研究科が擁する超臨界溶媒工学研究センターにて客員教授に就いた。また、2008年には、静岡県立大学の大学院薬学研究科にて特任教授に就いた。

## 研究

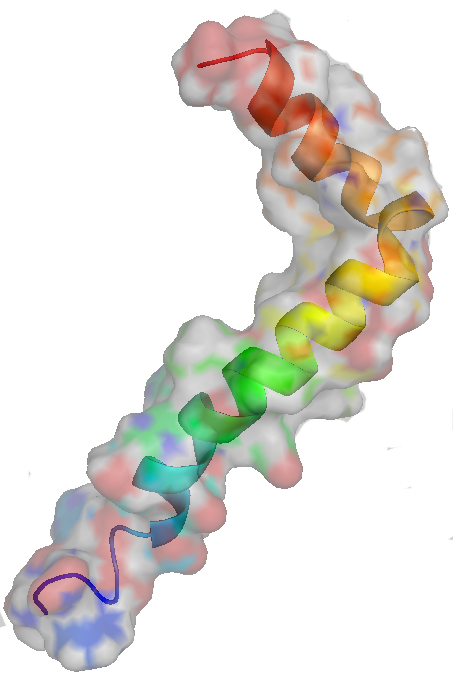
アミロイドβ

研究の対象は薬学であり、現在はアルツハイマー型認知症について研究している。蜜柑に含まれる成分を使って、アルツハイマー型認知症の症状の改善を試みている。研究の過程で、蜜柑の皮から取り出したノビレチンに、アミロイドβの沈着を抑制する効果があることを見出し、その特性を生かした商品開発の道を探っている。

## 略歴
- 1967年 - 東北大学薬学部卒業
- 1972年 - 東北大学大学院薬学研究科博士課程修了
- 1973年 - 東北大学薬学部助手
- 1977年 - カリフォルニア大学サンフランシスコ校医学部ポストドクトラルフェロー
- 1978年 - 東北大学薬学部講師
- 1978年 - 三菱化成工業生命科学研究所副主任研究員
- 1980年 - 三菱化成工業生命科学研究所主任研究員
- 1988年 - 三菱化成生命科学研究所筋細胞生理学研究室室長
- 1990年 - 東北大学薬学部教授
- 1999年 - 東北大学大学院薬学研究科教授
- 2006年 - 東北大学薬学部名誉教授
- 2006年 - 東北大学超臨界溶媒工学研究センター客員教授
- 2006年 - 横浜薬科大学薬学部教授
- 2008年 - 静岡県立大学大学院薬学研究科特任教授